# European Bitterness Unit
De European Bitterness Unit (EBU) is een maataanduiding voor de bitterheid van bier. Eén EBU wordt gelijkgesteld met 1 milligram iso-alfazuur per liter bier.
De bitterheid van bier is vooral afhankelijk van de hoeveelheid alfazuren (en in mindere mate de bètazuren) in de gebruikte hop. Ook de looistoffen uit de mout en de eventuele toevoeging van kruiden hebben een invloed op de bitterheid.
Bieren met een EBU-waarde tussen 5 en 15 worden gecatalogeerd onder zwak bittere bieren. Sterk bittere bieren hebben een EBU-waarde van 40 of meer. De biersoort is uiteraard ook van belang: een pils met een bitterheid van 25 EBU wordt door velen al als erg bitter ervaren.
Op het etiket van bierflesjes – maar ook op de kaart in biercafés – wordt soms zowel de EBU- als EBC-waarde voor de kleur aangegeven.

## International Bitterness Unit
De International Bitterness Unit (IBU) heeft dezelfde betekenis als de EBU, en wordt vooral in de Verenigde Staten gebruikt. In Europa wordt de concentratie van de iso-alfazuren echter op een andere manier bepaald, zodat er meestal verschillen zullen zijn in de EBU- en IBU-waarde.